# Collyridien
Les philomarianites ou collyridiens formaient une secte chrétienne fondée au IVe siècle vouée au culte quasi-exclusif de la Vierge Marie
La cérémonie principale était célébrée par des femmes. Sur un tabouret triangulaire recouvert d'un linge étaient disposées des offrandes de gâteaux et de pains (kollurides).
Épiphane de Salamine (Panarion, en 79) mentionne les pratiques cultuelles de ce groupe constitué principalement de femmes. Dans une autre de ses œuvres (Ancoratus, en 13) Épiphane parle encore de ce mouvement, mais composé d'hommes et non de femmes. D’après lui, les collyridiens vouent une véritable adoration à Marie en tant qu'égale de Dieu – voire comme à une déesse. Il situe le berceau de ce groupe en Arabie au IVe siècle (Panarion 79), mais replace aussi les origines du mouvement collyridien en Thrace et en Scythie. Au  VIe siècle, Léonce de Byzance (Contra Nestorianos et Eutychianos III), parle également des coutumes collyridiennes qu’il désigne sous le terme de « philomarianites » (les amoureux de Marie).
De nos jours, avec la résurgence des croyances antiques, la tradition oubliée des philomarianites renaît, difficilement, de ses cendres dans un cadre néo-païen, ou non spécifiquement affilié au paganisme contemporain Ces initiatives sont encore trop isolées pour parler d'un mouvement officiel reconnu.